# Аландське
Ала́ндське (рос. Аландское) — село у складі Кваркенського району Оренбурзької області, Росія.

## Населення
Населення — 796 осіб (2010; 983 у 2002).
Національний склад (станом на 2002 рік):
- росіяни — 80 %